# Tracy K. Smith
Pour les articles homonymes, voir Smith.
Tracy K. Smith, née le 16 avril 1972 à Falmouth , dans l'État du Massachusetts, est une poète, anthologiste, traductrice et professeure d'université américaine.

## Biographie

### Jeunesse et formation
Tracy K. Smith est la plus jeune des cinq enfants de ses parents, elle a grandi à proximité de la Travis Air Force Base de Fairfield (Californie), car son père y travaillait, sa mère, une enseignante lui a fait connaitre la littérature. Après ses études secondaires, elle est admise à l'Université Harvard, où, en 1994, elle obtient le Bachelor of Arts (licence) en littérature anglaise et américaine, pendant ses études à Harvard, elle découvre les œuvres de James Baldwin, Ralph Ellison et de Richard Wright, puis elle poursuit ses études universitaires à l'Université Columbia de New York où elle passe son Master of Fine Arts (mastère 2) en 1997 sous la direction de Lucie Brock-Broido (en). Bénéficiant d'un bourse d'études elle approfondit son écriture en suivant des séminaires de création littéraire à l'Université Stanford,,.

### Carrière
Elle se fait connaitre par la publication de trois recueils de poésie qui vont chacun être primé : The Body's Question (2003), qui remporte le prix Cave Canem du meilleur premier livre d'un poète afro-américain, Duende (2007), lauréat du prix James Laughlin et du prix littéraire Essense et enfin Life on Mars (2011), lauréat du prix Pulitzer de poésie.
Après avoir enseigné successivement au Medgar Evers College, rattaché à l'université de la ville de New York, puis à l'université de Pittsburgh et à l'Université Columbia de New York, elle est titulaire de chaire au Lewis Center for the Arts de l'Université Princeton où elle exerce la fonction de directrice des programmes d'écriture créative,.

### Vie personnelle
Tracy K. Smith a épousé le chercheur et universitaire en littérature Raphael Allison, le couple donne naissance à trois enfants : Naomi, l'aînée, et des frères jumeaux Sterling et Atticus,.

## Œuvres

### Recueils de poésie
- (en-US) The Body's Question, Graywolf Press, 1 octobre 2003, rééd. 5 septembre 2017, 72 p. (ISBN 9781555978655),
- (en-US) Duende, Graywolf Press, 29 mai 2007, rééd. 5 septembre 2017, 113 p. (ISBN 9781555978648),
- (en-US) Life on Mars, Graywolf Press, 10 mai 2011, 75 p. (ISBN 9781555975845),
- (en-US) Wade in the Water, Graywolf Press, 3 avril 2018, 75 p. (ISBN 9781555978136)[11],
- (en-US) Eternity: Selected Poems, Penguin, 30 mai 2019, 200 p. (ISBN 9780141987866),
- (en-US) Such Color: New and Selected Poems, Graywolf Press, prévue pour le 5 octobre 2021, 256 p. (ISBN 9781644450673),

### Autobiographie
- (en-US) Ordinary Light, Knopf, 31 mars 2015, 349 p. (ISBN 9780307962669)[5],

### Articles (poésies et critique littéraire)
- (en-US) « My Favorite Brunette », Callaloo, Vol. 20, No. 3,‎ été 1997, p. 519 (1 page) (lire en ligne),
- (en-US) « Grammar », Callaloo, Vol. 20, No. 3,‎ été 1997, p. 516 (1 page) (lire en ligne),
- (en-US) « Falling in Love with Numbers », Callaloo, Vol. 20, No. 3,‎ été 1997, p. 520-521 (2 pages) (lire en ligne),
- (en-US) « Five Dreams of Offspring », Callaloo, Vol. 26, No. 2,‎ printemps 2003, p. 438-440 (3 pages) (lire en ligne),
- (en-US) « Wintering », Callaloo, Vol. 26, No. 2,‎ printemps 2003, p. 445 (1 page) (lire en ligne),
- (en-US) « History », Callaloo, Vol. 27, No. 4,‎ automne 2004, p. 876-882 (7 pages) (lire en ligne),
- (en-US) « The Nobodies », Callaloo, Vol. 27, No. 4,‎ automne 2004, p. 873-875 (3 pages) (lire en ligne),
- (en-US) « Astral », Callaloo, Vol. 28, No. 4,‎ automne 2005, p. 894-896 (3 pages) (lire en ligne),
- (en-US) « Mangoes », New Labor Forum, Vol. 18, No. 3,‎ 2009, p. 117 (1 page) (lire en ligne),
- (en-US) « Don't You Wonder, Sometimes? », Ploughshares, Vol. 36, No. 4,‎ hiver 2010-2011, p. 133-135 (3 pages) (lire en ligne),
- (en-US) « My Stevens: Believing As If », The Wallace Stevens Journal, Vol. 35, No. 1,‎ printemps 2011, p. 133-136 (4 pages) (lire en ligne),
- (en-US) « New Road Station », Callaloo, Vol. 35, No. 2,‎ été 2012, p. 343 (1 page) (lire en ligne),

### Anthologies
- (en-US) Tracy K. Smith (dir.), Best New Poets 2015: 50 Poems from Emerging Writers, Samovar Press, 15 novembre 2015, 150 p. (ISBN 9780692420096, lire en ligne),
- (en-US) Tracy K. Smith (dir.), American Journal: Fifty Poems for Our Time, Graywolf Press, 4 septembre 2018, 120 p. (ISBN 9781555978150),

### Traductions
- (en-US) Yi Lei (trad. du chinois par Tracy K. Smith), My Name Will Grow Wide Like a Tree: Selected Poems, Graywolf Press, 3 novembre 2020, 192 p. (ISBN 9781644450406),

## Prix et distinctions
- 2003 : lauréate du Cave Canem prize, décerné par la Cave Canem Foundation (en) pour son recueil The Body's Question[12],[13],
- 2004 : lauréate du Rona Jaffe Writers Award, catégorie poésie, décerné par la Rona Jaffe Foundation[14],
- 2005 : lauréate du Whiting Awards (en), catégorie poésie, décerné par la Fondation Whiting[15],[16],
- 2007 : lauréate du James Laughlin Award, décerné par l'Academy of American Poets, pour son recueil Duende [17],
- 2012 : lauréate du Prix Pulitzer de la poésie pour son recueil Life on Mars[18],
- 2017 : elle est nommée Poète lauréat de la Bibliothèque du Congrès[19],[20],[4],
- 2019 : récipiendaire de la Harvard Arts Medal, décernée par l’Université Harvard lors du festival annuel Arts First (en)[21],[22],